# 2017 no desporto
Nesta página encontram-se os fatos e referências do desporto que acontecem durante o ano de 2017.

## Eventos previstos

### Eventos Multidesportivos
- 19 a 26 de fevereiro - Jogos Asiáticos de Inverno, em  Sapporo e Obihiro
- 29 de janeiro a 8 de fevereiro - Universíada de Inverno, em  Almaty
- 14 a 24 de março - Special Olympics de Inverno, em  Graz
- 14 a 30 de julho - Campeonato Mundia de esportes aquáticos, em  Budapeste
- 18 a 30 de julho - Surdolimpíadas de Verão, em  Samsun
- 20 a 30 de julho - Jogos Mundiais, em  Wroclaw
- 21 a 30 de julho - Jogos da Francofonia, em  Abidjan
- 19 a 30 de agosto - Universíada de Verão, em  Taipé
- 11 a 25 de novembro - Jogos Bolivarianos, em  Santa Marta
- A definir - Jogos da Lusofonia, em  Maputo

### Automobilismo
- 20 de janeiro a 19 de novembro - Mundial de Rally (WRC)
- 28 e 29 de janeiro - 24 Horas de Daytona
- 28 de janeiro a 7 de outubro - WeatherTech SportsCar Championship
- 18 de fevereiro a 19 de novembro - NASCAR Monster Energy Cup Series
- 24 de fevereiro a 17 de novembro - NASCAR Truck Series
- 25 de fevereiro a 18 de novembro - NASCAR Xfinity Series
- 4 de março a 26 de novembro - Supercars Championship
- 12 de março a 17 de setembro - Fórmula Indy (Indycar)
- 26 de março a 26 de novembro - Fórmula 1
- 2 de abril a 10 de dezembro - Stock Car Brasil
- 9 de abril a 2 de dezembro - WTCC
- 16 de abril a 18 de novembro - Mundial de Endurance (FIA WEC)
- 28 de maio - 500 Milhas de Indianápolis
  - 17 e 18 de junho - 24 Horas de Le Mans

### Futebol
- 3 a 25 de janeiro - Copa São Paulo de Futebol Júnior
- 4 de janeiro a 30 de abril - Campeonato Pernambucano
- 11 de janeiro a 7 de maio - Campeonato Carioca
- 22 de janeiro a 8 de outubro - Primeira Liga Brasileira
- 28 de janeiro a 6 de maio - Campeonato Capixaba
- 28 de janeiro a 7 de maio - Campeonato Goiano
- 29 de janeiro a 7 de maio
  - Campeonato Catarinense
  - Campeonato Gaúcho
  - Campeonato Mineiro
  - Campeonato Paranaense
- 29 de janeiro a 17 de maio - Copa Verde
- 1 de fevereiro a 29 de novembro - Copa Libertadores da América
- 5 de fevereiro a 8 de maio - Campeonato Paulista
- 8 de fevereiro a 12 de outubro - Copa do Brasil
- 6 de maio a 25 de novembro - Campeonato Brasileiro - Série B
- 7 de maio a 3 de dezembro - Campeonato Brasileiro
- 14 de maio a 22 de outubro - Campeonato Brasileiro - Série C
- 21 de maio a 3 de setembro - Campeonato Brasileiro - Série D
- 5 de abril a 13 de dezembro - Copa Sul-Americana
- 6 a 16 de dezembro - Copa do Mundo de Clubes da FIFA, nos  Emirados Árabes Unidos
- 17 de junho a 2 de julho - Copa das Confederações FIFA de 2017, na  Rússia

### Tênis
- 16 a 29 de janeiro - Aberto da Austrália
- 3 de fevereiro a 26 de novembro - Copa Davis
- 11 de fevereiro a 12 de novembro - Fed Cup
- 28 de maio a 11 de junho - Roland Garros
- 3 a 16 de julho - Wimbledon
- 28 de agosto a 10 de setembro - US Open

### Voleibol
- 5 a 16 de setembro - Copa dos Campeões Feminina, no  Japão
- 12 a 17 de setembro - Copa dos Campeões Masculina, no  Japão
- 2 de junho a 8 de julho - Liga Mundial
- 7 de julho a 6 de agosto - Grand Prix

## Fa(c)tos

### Janeiro
- 1 de janeiro - O  Kashima Antlers vence a Copa do Imperador de Futebol
- 9 de janeiro -  Cristiano Ronaldo e  Carli Lloyd são escolhidos pela FIFA os melhores jogadores de 2016
- 25 de janeiro - O  Corinthians vence a Copa São Paulo de Futebol Júnior
- 28 de janeiro
  -  Serena Williams vence o torneio de Simples Feminino do Aberto da Austrália de Tênis
  - O  Rio de Janeiro vence a Copa Brasil de Voleibol Feminino
- 29 de janeiro
  -  Roger Federer vence o torneio de Simples Masculino do Aberto da Austrália de Tênis
  -  Jordan Taylor,  Ricky Taylor,  Max Angelelli e  Jeff Gordon, com um Dallara - Cadillac, vencem as 24 Horas de Daytona

### Fevereiro
- 5 de fevereiro - O New England Patriots vence o Super Bowl LI e se torna campeão da NFL
- 11 de fevereiro - O  Uruguai vence o Campeonato Sul-Americano de Futebol Sub-20
- 18 de fevereiro - O  Rio de Janeiro vence o Campeonato Sul-Americano de Clubes de Voleibol Feminino
- 25 de fevereiro - O  Cruzeiro vence o Campeonato Sul-Americano de Clubes de Voleibol Masculino
- 26 de fevereiro -  Kurt Busch vence as 500 Milhas de Daytona

### Março
- 4 de março - Os  Estados Unidos vencem o Campeonato de Rugby das Américas
- 11 de março - A  Inglaterra vence o Torneio das Seis Nações de Rugby
- 12 de março -  Sébastien Bourdais vence o Grande Prêmio de St. Petersburg da Indycar
- 19 de março - O  Brasil vence o Campeonato Sul-Americano de Futebol Sub-17
- 26 de março -  Sebastian Vettel vence o Grande Prêmio da Austrália de Fórmula 1
- 29 de março - O  Brasil se classifica para a Copa do Mundo FIFA de 2018

### Abril
- 1 de abril -  Marcelo Melo e  Łukasz Kubot vencem o torneio de duplas masculinas do Masters 1000 de Miami de Tênis
- 9 de abril
  -  Lewis Hamilton vence o Grande Prêmio da China de Fórmula 1
  -  James Hinchcliffe vence o Grande Prêmio de Long Beach da Indycar
- 16 de abril -  Sebastian Vettel vence o Grande Prêmio do Barém de Fórmula 1
- 23 de abril - O  Rio de Janeiro vence a Superliga de Voleibol Feminino
- 26 de abril - O  Pachuca vence a Liga dos Campeões da CONCACAF
- 29 de abril - O  Bayern de Munique vence o Campeonato Alemão de Futebol

### Maio
- 1 de maio - O  ABC vence o Campeonato Potiguar de Futebol
- 3 de maio - O  Ceará vence o Campeonato Cearense de Futebol
- 6 de maio
  - O  Atlético Itapemirim vence o Campeonato Capixaba de Futebol[1]
  - O  Confiança vence o Campeonato Sergipano de Futebol
- 7 de maio
  - O  Sada Cruzeiro Vôlei vence a Superliga de Voleibol Masculino
  - O  Brasil vence a Copa do Mundo de Futebol de Areia
  - O  Corinthians vence o Campeonato Paulista de Futebol
  - O  Flamengo vence o Campeonato Carioca de Futebol
  - O  Atlético Mineiro vence o Campeonato Mineiro de Futebol
  - O  Novo Hamburgo vence o Campeonato Gaúcho de Futebol
  - O  Coritiba vence o Campeonato Paranaense de Futebol
  - A  Chapecoense vence o Campeonato Catarinense de Futebol
  - O  Vitória vence o Campeonato Baiano de Futebol
  - O  Paysandu vence o Campeonato Paraense de Futebol
- 10 de maio - O  Atlético Nacional vence a Recopa Sul-Americana de Futebol
- 12 de maio
  - O  Chelsea vence o Campeonato Inglês de Futebol
  - O  Benfica vence o Campeonato Português de Futebol
- 13 de maio -  Will Power vence o Grande Prêmio de Indianápolis da Indycar
- 14 de maio
  - O  VakıfBank vence o Campeonato Mundial de Clubes de Voleibol Feminino
  - O  Feyenoord vence o Campeonato Holandês de Futebol
  -  Lewis Hamilton vence o Grande Prêmio da Espanha de Fórmula 1
- 16 de maio - O  Luverdense vence a Copa Verde de Futebol
- 17 de maio - O  Monaco vence o Campeonato Francês de Futebol
- 21 de maio
  - A  Juventus vence o Campeonato Italiano de Futebol
  - O  Real Madrid vence o Campeonato Espanhol de Futebol
- 24 de maio
  - O  Manchester United vence a Liga Europa da UEFA
  - O  Bahia vence a Copa do Nordeste de Futebol
- 28 de maio
  -  Sebastian Vettel vence o Grande Prêmio da Mônaco de Fórmula 1
  -  Takuma Sato vence as 500 Milhas de Indianápolis

### Junho
- 3 de junho
  - O  Real Madrid vence a Liga dos Campeões da UEFA
  -  Graham Rahal vence a primeira corrida da etapa de Detroit da Indycar
- 4 de junho -  Graham Rahal vence a segunda corrida da etapa de Detroit da Indycar
- 10 de junho
  -  Jeļena Ostapenko vence o torneio de simples feminino do torneio de tênis de Roland Garros
  -  Will Power vence a etapa do Texas da Indycar
- 11 de junho
  - A  Inglaterra vence a Copa do Mundo FIFA Sub-20
  -  Lewis Hamilton vence o Grande Prêmio do Canadá de Fórmula 1
  -  Rafael Nadal vence o torneio de simples masculino do torneio de tênis de Roland Garros
- 16 de junho - O  Atlético Mineiro vence a Copa do Brasil de Futebol Sub-20
- 18 de junho -  Timo Bernhard,  Brendon Hartley e  Earl Bamber, com um Porsche 919 Híbrido, vencem as 24 Horas de Le Mans
- 25 de junho
  -  Daniel Ricciardo vence o Grande Prêmio do Azerbaijão de Fórmula 1
  -  Scott Dixon vence a etapa de Elkhart Lake da Indycar

### Julho
- 2 de julho - A  Alemanha vence a Copa das Confederações FIFA
- 8 de julho - A  França vence a Liga Mundial de Voleibol
- 9 de julho
  -  Valtteri Bottas vence o Grande Prêmio da Áustria de Fórmula 1
  -  Hélio Castroneves vence a etapa de Iowa da Indycar
- 15 de julho
  -  Marcelo Melo e  Łukasz Kubot vencem o torneio de duplas masculinas do torneio de tênis de Wimbledon[2]
  -  Garbiñe Muguruza vence o torneio de simples feminino do torneio de tênis de Wimbledon
- 16 de julho
  -  Roger Federer vence o torneio de simples mascuino do torneio de tênis de Wimbledon[3]
  -  Lewis Hamilton vence o Grande Prêmio da Grã-Bretanha de Fórmula 1[4]
  -  Josef Newgarden vence a etapa de Toronto da Indycar[5]
- 30 de julho
  -  Sebastian Vettel vence o Grande Prêmio da Hungria de 2017[6]
  -  Josef Newgarden vence a etapa de Mid-Ohio da Indycar[7]
  -  Lucas Di Grassi vence o campeonato da Fórmula E[8]

### Agosto
- 6 de agosto - O  Brasil vence o Grand Prix de Voleibol[9]
- 8 de agosto - O  Real Madrid vence a Supercopa da UEFA[10]
- 11 de agosto - O  Brasil vence o Campeonato Sul-Americano de Voleibol Masculino[11]
- 13 de agosto - O  Canadá vence a Copa América de Basquetebol Feminino[12]
- 19 de agosto - O  Brasil vence o Campeonato Sul-Americano de Voleibol Feminino[13]
- 20 de agosto -  Will Power vence a etapa de Pocono da IndyCar[14]
- 26 de agosto -  Josef Newgarden vence a etapa de Gateway da IndyCar[15]
- 27 de agosto -  Lewis Hamilton vence o 
Grande Prêmio da Bélgica de Fórmula 1[16]

### Setembro
- 3 de setembro
  -  Victor Franzoni vence o campeonato da Fórmula Pró Mazda[17]
  -  Lewis Hamilton vence o Grande Prêmio da Itália de Fórmula 1[18]
  -  Alexander Rossi vence a etapa de Watkins Glen da  IndyCar[19]
  - Os   Estados Unidos vence a Copa América de Basquetebol Masculino[20]
- 9 de setembro -  Sloane Stephens vence o torneio de simples feminino do US Open de tênis[21]
- 10 de setembro
  - A  China vence a Copa dos Campeões Feminina de Voleibol[22]
  -  Rafael Nadal vence o torneio de simples masculino do US Open de tênis[23]
  - O  Operário-PR vence o Campeonato Brasileiro de Futebol da Série D[24]
- 13 de setembro -  Paris e  Los Angeles são escolhidas sedes dos Jogos Olímpicos e Paralímpicos de 2024 e 2028, respectivamente[25]
- 17 de setembro
  -  Lewis Hamilton vence o Grande Prêmio de Singapura de Fórmula 1[26]
  - Na Fórmula Indy,  Simon Pagenaud vence a etapa de Sonoma e  Josef Newgarden vence o campeonato[27]
  - O  Brasil vence a Copa dos Campeões de Voleibol Masculino[28]
- 27 de setembro - O  Cruzeiro vence a Copa do Brasil de Futebol[29]

### Outubro
- 1 de outubro -  Max Verstappen vence o Grande Prêmio da Malásia de Fórmula 1[30]
- 4 de outubro - O  Londrina vence a Primeira Liga Brasileira de Futebol[31]
- 8 de outubro -  Lewis Hamilton vence o Grande Prêmio do Japão de Fórmula 1 [32]
- 21 de outubro - O  CSA vence o Campeonato Brasileiro de Futebol da Série C[33]
- 22 de outubro -  Lewis Hamilton vence o Grande Prêmio dos Estados Unidos de Fórmula 1[34]
- 29 de outubro - Na Fórmula 1,  Max Verstappen vence o Grande Prêmio do México e  Lewis Hamilton vence o campeonato[35]

### Novembro
- 4 de novembro -  Santiago é escolhida sede dos Jogos Pan-Americanos de 2023[36]
- 12 de novembro
  -  Marc Márquez vence o campeonato da MotoGP[37]
  -  Sebastian Vettel vence o Grande Prêmio do Brasil de Fórmula 1[38]
- 15 de novembro - O  Corinthians vence o Campeonato Brasileiro de Futebol[39]
- 25 de novembro - O  América Mineiro vence o Campeonato Brasileiro de Futebol da Série B[40]
- 26 de novembro
  -  Valtteri Bottas vence o Grande Prêmio de Abu Dhabi de Fórmula 1[41]
  - A  França vence a Copa Davis de Tênis[42]
- 29 de novembro - O  Grêmio vence a Copa Libertadores da América[43]

### Dezembro
- 13 de dezembro - O  Independiente vence a Copa Sul-Americana de Futebol[44]
- 16 de dezembro - O  Real Madrid vence a Copa do Mundo de Clubes da FIFA[45]
- 31 de dezembro -  Dawit Admasu e  Flomena Cheyech Daniel vencem a 
Corrida de São Silvestre[46]